# Рипенда Крас
Рипенда Крас (итал. Ripenda Carso o S. Nicolò di Ripenda) насељено је место у Републици Хрватској у Истарској жупанији. Административно је у саставу града Лабина. Насељу је 2001. припојено насеље Вицани.

## Становништво
Према последњем попису становништва из 2001. године у насељу Рипенда Крас живело је 121 становника који су живели у 37 породичних домаћинстава.
Кретање броја становника по пописима 1857—2001.
| година пописа  | 1857. | 1869. | 1880. | 1890. | 1900. | 1910. | 1921. | 1931. | 1948. | 1953. | 1961. | 1971. | 1981. | 1991. | 2001. |
| бр. становника | 0     | 0     | 177   | 167   | 175   | 226   | 0     | 0     | 252   | 214   | 203   | 137   | 129   | 106   | 121   |

Напомена:Исказује се као насеље под именом Рипенда-Крас од 1948. до 1971. У 1857., 1869., 1921. и 1931. подаци су садржани у насељу Рипенда Вербанци.

### Вицани
На попису становништва 1991. године, насељено место Вицани је имало 255 становника, следећег националног састава:
| Попис 1991.‍  | Попис 1991.‍  | Попис 1991.‍ | Попис 1991.‍ | Попис 1991.‍ |
| ------------ | ------------ | ----------- | ----------- | ----------- |
|              |              |             |             |             |
| Хрвати       | Хрвати       |             | 68          | 26,66%      |
| Срби         | Срби         |             | 5           | 1,96%       |
| Југословени  | Југословени  |             | 2           | 0,78%       |
| Муслимани    | Муслимани    |             | 2           | 0,78%       |
| Италијани    | Италијани    |             | 1           | 0,39%       |
| остали       | остали       |             | 1           | 0,39%       |
| неопредељени | неопредељени |             | 6           | 2,35%       |
| регион. опр. | регион. опр. |             | 161         | 63,13%      |
| непознато    | непознато    |             | 9           | 3,52%       |
| укупно: 255  |              |             |             |             |